# 제30회 한국PD대상
한국PD연합회(회장 류지열)가 주최하는 제30회 한국PD대상 시상식은 2018년 3월 15일(목) 상암 MBC 공개홀에서 열렸다. 한국PD대상은 현직PD 106명이 참여해 지난달 6일부터 22일까지 총128편의 후보작과 방송인에 대해 심사(예심, 본심)를 진행했다.  MBC 김나진, KBS 박소현 아나운서의 사회로 진행된 시상식에는 올해의 PD상, 실험정신상, 작품상(TV·라디오 부문), 제작부문상, 출연자상, 공로상, 특별상 등 총 29개 부문에 대한 시상이 진행되었다. 이날 시상식에서 올해의 PD상은 MBC 'PD수첩' 제작거부 PD들(강효임 김현기 서정문 소형준 이영백 전준영 조윤미 조진영 최원준 황순규)과 KBS 제작거부 및 파업영상제작 PD들(이현정 임종윤 최승현 조애진 박정환 이이백)이 수상했다.

## 수상자 30회 한국PD대상 수상자(작)
| 부문          | 구분           | 프로그램                                                                                              | 수상자                                                     |
| ------------- | -------------- | --- | ---------------------------------------------------------- |
| 올해의PD상    | 올해의PD상     | MBC PD수첩 제작거부 PD들 KBS 제작거부 및 파업영상제작 PD들                                            | MBC PD수첩 제작거부 PD들 KBS 제작거부 및 파업영상제작 PD들 |
| 실험정신상    | TV             | MBC 세모방 (세상의 모든 방송)                                                                         | 김명진 최민근                                              |
| 실험정신상    | 라디오         | 국악방송 Interview-Sic 다큐멘터리-들려오는 것들                                                       | 김연주                                                     |
| 작품상 TV     | 드라마         | KBS 쌈 마이웨이 KBS 김과장                                                                            | 이나정 김동휘 이재훈                                       |
| 작품상 TV     | 시사다큐       | <그것이 알고 싶다 '몸통은 응답하라 – 방송 장악과 언론인 사찰의 실체'>                                 | 김정민                                                     |
| 작품상 TV     | 교양정보       | 독립PD협회 <SBS스페셜 - 서번트 성호를 부탁해> 2부작                                                   | 정관조                                                     |
| 작품상 TV     | 예능           | MBC플러스 <어서와 한국은 처음이지>                                                                    | 문상돈                                                     |
| 작품상 TV     | 독립제작       | 독립PD협회 <KBS 다큐공감 – 설기획 ‘섬 친구’>                                                          | 김세건                                                     |
| 작품상 TV     | 지역정규       | TBC <꿈꾸는 운동장 두두두>                                                                            | 최희택 신서연                                              |
| 작품상 TV     | 지역특집       | MBC충북 <소야곡>                                                                                      | 오규익                                                     |
| 작품상 라디오 | 시사교양드라마 | tbs <가슴에 담아온 작은 목소리>                                                                       | 권수림 노소정 천효진                                       |
| 작품상 라디오 | 음악오락       | KBS <세상의 모든 음악>                                                                                | 김혜선                                                     |
| 작품상 라디오 | 특집           | KBS 카자흐스탄 고려인 정주 80주년 특집 <바람의 세월, 아직 끝나지 않은 유랑>                           | 하종란 박대식 장혜진                                       |
| 작품상 라디오 | 지역정규       | 울산MBC <이관열, 이남미의 확 깨는 라디오>                                                             | 이관열                                                     |
| 작품상 라디오 | 지역특집       | 울산극동방송 <중독, 어딕션>                                                                           | 송옥석 장찬희 공나현                                       |
| 공로상        | 공로상         | 독립PD 제작 환경 및 방송사-외주 상생 방안 모색의 계기가 됨                                            | 독립PD협회 故박환성 故김광일                               |
| 특별상        | 특별상         | 30년 이상 근무하며 국내 소외계층을 위한 방송사업과 시리아 난민 지원을 통한 민간 외교 기여             | 극동방송 최종화                                            |
| 출연자상      | 탤런트         | KBS <황금빛 내인생>에서 ‘이 시대의 아버지’로 열연                                                     | 천호진                                                     |
| 출연자상      | 가수           | ‘루키’, ‘빨간 맛’, ‘피카부’ 등 히트곡으로 주목                                                        | 레드벨벳                                                   |
| 출연자상      | 성우           | OBS <조선생의 왕진가방>에서 의학휴먼다큐 특성 살린 내레이션으로 주목                                  | 윤주상                                                     |
| 출연자상      | TV진행자       | 현명한 소비습관이라는 주제를 유쾌하게 풀어낸 <김생민의 영수증>으로 데뷔 20년만에 전성기를 누리고 있음 | 김생민                                                     |
| 출연자상      | 라디오진행자   | 시사라디오 청취율 1위 <김어준의 뉴스공장>을 통쾌한 화법으로 진행하며 라디오 청취층 확대 기여          | 김어준                                                     |
| 출연자상      | 코미디언       | <나 혼자 산다> 등에서 다재다능하고 독립적이면서도 호감을 잃지 않은 개그우먼으로 활약                  | 박나래                                                     |
| 제작부문상    | TV작가         | KBS 시청률 40%대 돌파, <황금빛 내인생> 작가로 활약                                                    | 소현경                                                     |
| 제작부문상    | 라디오작가     | MBC 26년간 <여성시대 양희은, 서경석입니다> 작가로 활동                                                | 박금선                                                     |
| 제작부문상    | 기술           | EBS <불멸의 진시황> 등에서 역사 속 유물의 디지털 복원                                                 | 정승희                                                     |
| 제작부문상    | 음악효과       | OBS <으라차차 우리동네>, <로드다큐 만남> 등 제작 참여                                                 | 정지용                                                     |
| 제작부문상    | 촬영           | EBS <다큐프라임> 등에서 유려한 영상미를 담아 촬영                                                     | 홍의권                                                     |
| 제작부문상    | 미술           | EBS <생방송 보니하니>, <까칠남녀> 등 세트디자인 담당                                                  | 안현정                                                     |